# XHamster
xHamster és un servei d'allotjament de vídeo pornogràfic lliure. Amb seu central a Houston, Texas. Al novembre de 2015 era en el número 72 del rànquig Alexa, cosa que el situa entre els 100 llocs web principals del món.

## Publicitat maliciosa
L'investigador Conrad Longmore va denunciar que es va trobar que els anuncis mostrats per aquests llocs contenien programes maliciosos, que instal·len arxius perillosos als dispositius dels usuaris sense el seu permís. Els dos serveis que generen l'amenaça més gran són xHamster i Pornhub.